# Токарев, Борис Кузьмич
То́карев Бори́с Кузьми́ч (6 августа 1907 — 12 июля 1977) — советский военный лётчик и военачальник, участник Советско-финской и Великой Отечественной войн, командир 6-го Люблинского Краснознаменного штурмового авиационного корпуса во время Великой Отечественной войны, генерал-майор авиации.

## Биография
Токарев Борис Кузьмич родился 6 августа 1907 года в селе Александрово Ставропольской губернии (ныне Ставропольского края). Русский. В РККА с 1926 года. Член ВКП(б) с 1936 года.

### Образование
- Ленинградская военно-теоретическая школа летчиков ВВС РККА (1926)[2]
- 1-я военная школа лётчиков имени А. Ф. Мясникова (1928),
- КУНС при Академии Генштаба (1939),
- ВАК при Высшей военной академии им. К. Е. Ворошилова (1950)

### До войны
В феврале 1926 года Токарев поступил в Военно-теоретическую школу ВВС РККА, по окончании которой продолжил практическое обучение в 1-й военной школе летчиков имени Мясникова. В июне 1928 года назначен на должность младшего летчика 32-й авиационной эскадрильи, в феврале 1929 года переведен на должность инструктора-летчика в 3-ю Оренбургскую школы летнабов. В марте 1930 года переведен в 7-ю Сталинградскую военную школу летчиков на должность инструктора-летчика, где в последующем занимал должности командира звена и командира отряда.
В мае 1933 года назначен командиром авиационного отрядов 82-й тяжелой бомбардировочной авиационной эскадрильи, затем командиром 83-й тяжелой бомбардировочной авиационной эскадрилий, через год — командиром 84-й тяжелой бомбардировочной эскадрильи. С февраля 1937 года — инструктор-летчик 21-й тяжелой бомбардировочной авиационной бригады, с мая того же года — заместитель начальника центра воздушного боя, а с декабря — инспектор-летчик 1-й армии Особого назначения.
В мае 1938 года назначен командиром 53-го скоростного бомбардировочного авиационного полка, а в декабре — командиром 13-й тяжелой бомбардировочной авиационной бригады в г. Тверь. В этой должности участвовал в Советско-финской войне. После войны 13-я тяжелая бомбардировочная авиационная бригада была передислоцирована в Одесский военный округ. В июле 1940 года назначен командиром 20-й бомбардировочной авиационной дивизии в Кишинёве, а в сентябре 1940 года — командиром 22-й авиационной дивизии в Запорожье.

### Участие в Великой Отечественной войне
Участник войны с 22 июня 1941 года. С началом Великой Отечественной войны Б. К. Токарев в должности командира 22-й дальнебомбардировочной авиационной дивизии на Южном фронте.
- с ноября 1941 года — командир 72-й истребительной авиационной дивизии, которая вела боевые действия в составе ВВС 51-й армии Северо-Кавказского фронта.
- с января 1942 года — командир 140-й авиационной дивизии,
- с февраля 1942 года — заместитель командующего ВВС 31-й армии Калининского фронта.
- с марта 1942 года — командир 72-й истребительной авиационной дивизии в составе Крымского фронта.
- с мая 1942 года — командующий ВВС 53-й армии Северо-Западного фронта
- с июня 1942 года — командир 241-й бомбардировочной авиационной дивизии. В составе 6-й Воздушной армии Северо-Западного фронта дивизия участвовала в воздушной блокаде и ликвидации демянской группировки противника, поддерживала наступление войск фронта и прикрывала их с воздуха при переходе к обороне в районе г. Старая Русса.
- с марта 1943 года назначен[1] командиром 1-й гвардейской штурмовой авиационной дивизии. В составе 8-й Воздушной армии дивизия воевала на Южном фронте. За успешные боевые действия по освобождению г. Мелитополь дивизия была награждена орденом Красного Знамени, а Токарев — орденом Кутузова 2-й степени и ему было присвоено воинское звание «генерал-майор авиации».
- с декабря 1943 года — командир 6-го штурмового авиационного корпуса, который находился на формировании в г. Полтава[2]. С апреля 1944 г. корпус в составе 6-й и 16-й воздушных армий 1-го Белорусского фронта принимал активное участие в операциях и сражениях[2]:

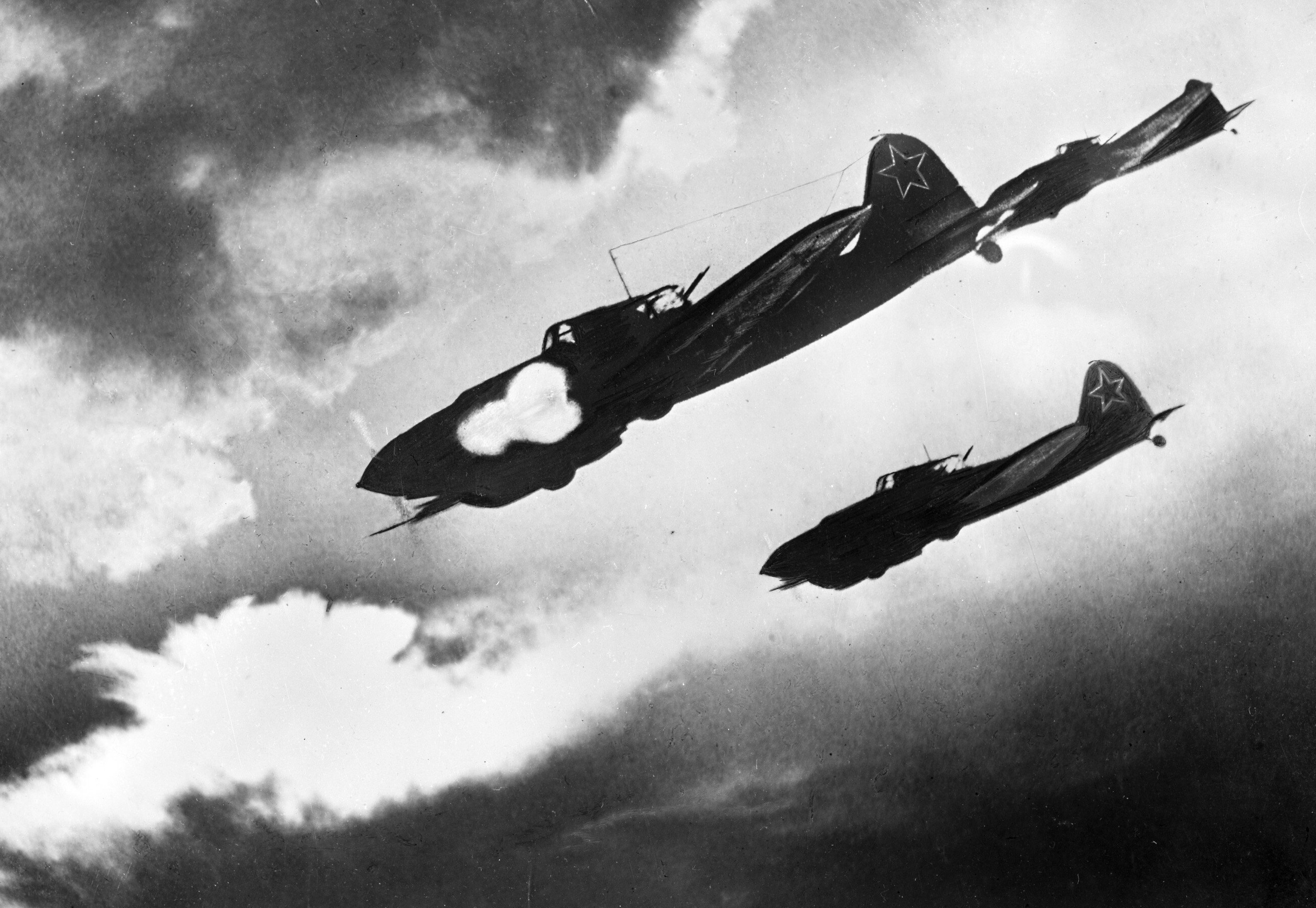
Штурмовик Ил-2 атакует

- Белорусская операция с 7 июля 1944 года по 29 августа 1944 года.
- Минская операция с 29 июня 1944 года по 4 июля 1944 года
- Люблин-Брестская операция с 18 июля 1944 года по 2 августа 1944 года.
- Белградская операция с 28 сентября 1944 года по 20 октября 1944 года.
- Висло-Одерская операция с 12 января 1945 года по 3 февраля 1945 года.
- Варшавско-Познанская операция с 14 января 1945 года по 3 февраля 1945 года.
- Восточно-Померанская операция с 10 февраля 1945 года по 20 марта 1945 года.
- Берлинская операция с 16 апреля 1945 года по 8 мая 1945 года.

Корпус генерала Токарев участвовал в освобождении городов Борисов, Люблин, Варшава, Сохачев, Познань, Альтдамм, Штаргадт, Фрид-Рихсфельде, Берлин. За освобождение г. Люблин корпус получил почетное наименование «Люблинский», а Б. К. Токарев был награждён орденом Суворова 2-й степени. За отличие в Берлинской наступательной операции корпус был награждён орденом Красного Знамени, а Б. К. Токарев — орденом Суворова 1-й степени.
За время войны Токареву 13 раз объявлялась благодарность приказами Верховного Главнокомандующего

"…в оперативно-тактическом отношении подготовлен хорошо. Имеет большой практический боевой опыт в командовании авиационными соединениями, умеет быстро, правильно и всесторонне оценивать обстановку, грамотно решает оперативно-тактические задачи и умело руководит работой частей корпуса. Хорошо умеет организовать взаимодействие штурмовиков с наземными частями, что подтверждается отзывами командования наземных соединений… За время зимнего наступления Первого Белорусского фронта частями корпуса произведено 1757 эффективных боевых самолето-вылетов на штурмовку и бомбометание по живой силе и технике противника. Части корпуса, умело руководимые «генералом Токаревым успешно справились с поставленными боевыми задачами, за что неоднократно отмечались благодарностями в Приказах Верховного Главнокомандующего… Лично дисциплинирован, требователен к себе и подчиненным… В своих решениях настойчив и всегда начатое дело доводит до конца.»— командующий 16-й Воздушной армией генерал-полковник С. И. Руденко. Из боевой характеристики на Токарева Б.К.

### После войны
После войны с февраля 1946 г. Б. К. Токарев начальник отдела боевой подготовки управления ВВС Киевского военного округа, с мая 1947 года — помощник командующего по строевой части 12-й Воздушной армией (Прикарпатский военный округ). В ноябре 1950 года по окончании Высшей военной академии им. К. Е. Ворошилова назначен старшим преподавателем кафедры оперативного искусства и тактики высших соединений ВВС авиационного факультета академии.
С 14 ноября 1966 г. в запасе. Проживал в Москве. Умер 12.07.1977 г. Похоронен в Москве.

### Воинские звания
- генерал-майор авиации — 30 апреля 1943 года

## Награды
- орден Ленина (1951[5])
- орден Красного Знамени (18.03.1943 г.)[6]
- орден Красного Знамени (1946[5])
- орден Красного Знамени (1956[5])
- орден Суворова 1 степени (29.05.1945 г.)[7]
- орден Суворова 2 степени (23.08.1944 г.)[8]
- орден Кутузова 2 степени (17.09.1943 г.)[9]
- орден Красной Звезды (1939 г.)
- орден Красной Звезды (03.11.1944[5])
- медали
- иностранный орден